# Paracles amarga
Paracles amarga är en fjärilsart som beskrevs av William Schaus 1933. Paracles amarga ingår i släktet Paracles och familjen björnspinnare. Inga underarter finns listade i Catalogue of Life.